# Mill Cove
Mill Cove eller Caleta Mill är en vik i Antarktis. Den ligger i Sydorkneyöarna. Argentina och Storbritannien gör anspråk på området.